# Трудовое (Житомирская область)
Трудовое (укр. Трудове) — село на Украине, находится в Пулинском районе Житомирской области.
Код КОАТУУ — 1825483604. Население по переписи 2001 года составляет 114 человек. Почтовый индекс — 12056. Телефонный код — 4131. Занимает площадь 0,734 км².

## Адрес местного совета
12056, Житомирская область, Пулинский р-н, с. Новый Завод, ул. К.Маркса, 3